# His (Haute-Garonne)
His település Franciaországban, Haute-Garonne megyében. Lakosainak száma 236 fő (2022. január 1.). His La Bastide-du-Salat, Castagnède, Mane, Montgaillard-de-Salies, Saleich és Touille községekkel határos.

## Népesség
A település népességének változása:
| Lakosok száma | 238  | 210  | 192  | 208  | 227  | 223  | 223  | 232  | 236  | 236  |
|               | 1968 | 1982 | 1990 | 2006 | 2013 | 2015 | 2017 | 2019 | 2020 | 2022 |